# Tauberviertel
Tauberviertel, früher auch Brunnberg, ist ein auf der Gemarkung der Kernstadt Wertheim aufgegangener Wohnplatz im Main-Tauber-Kreis in Baden-Württemberg.

## Geschichte

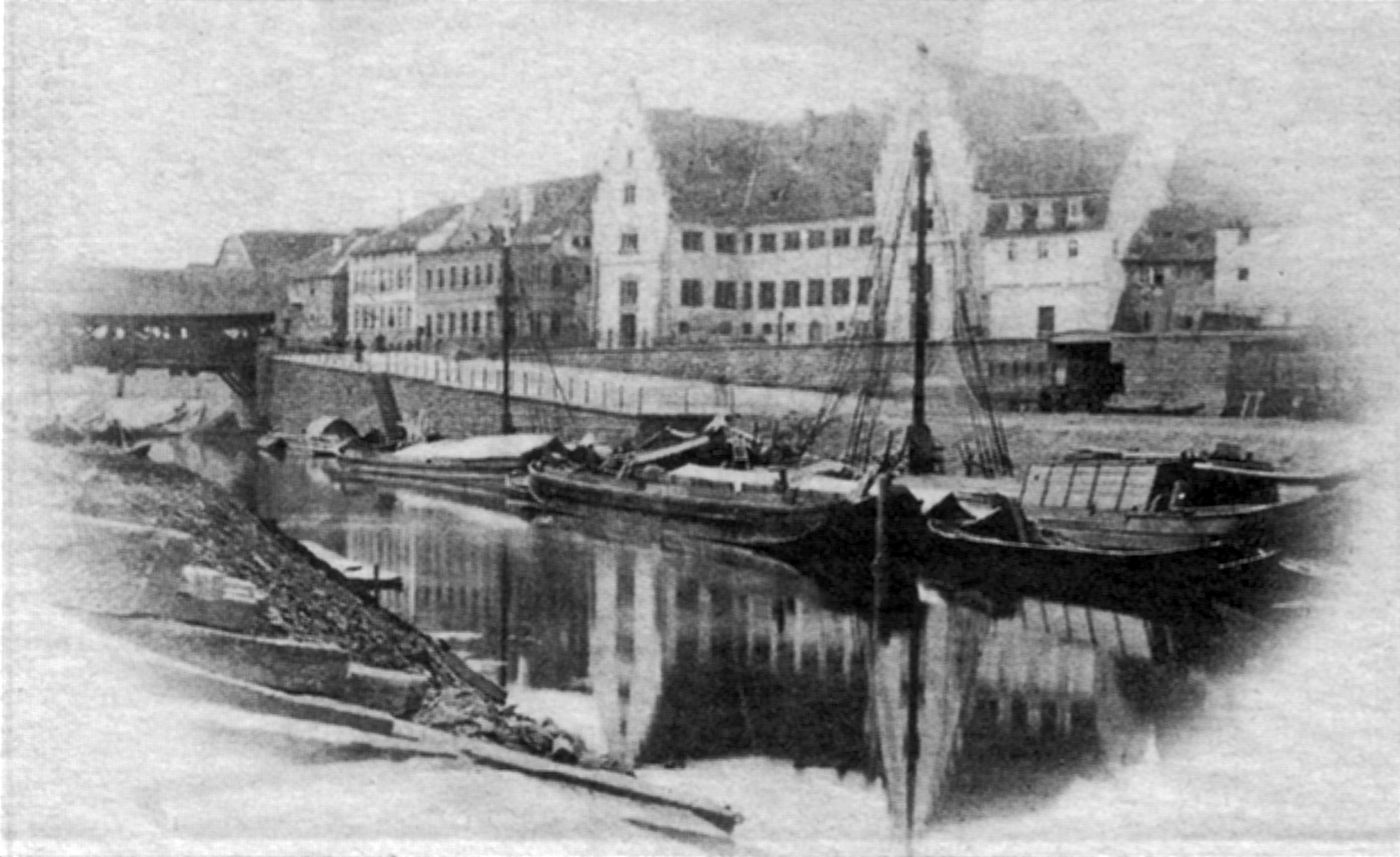
Rückgebautes Hospital im Brückenviertel, 1870

Der Ort wurde im Jahre 1382 erstmals urkundlich als Brunnberg erwähnt.
Beim Bau der Bahnstrecke Lauda–Wertheim von 1866 bis 1868 fanden große Eingriffe ins Stadtbild des Tauberviertels statt. So wurde beispielsweise das damalige Hospital rückgebaut, um Platz für die Eisenbahn zu schaffen. Der größte Eingriff dürfte jedoch im Jahre 1873 der Abbruch der hölzernen, überdachten Tauberbrücke gewesen sein. Da die Achse der neuen Brücke leicht gedreht wurde, mussten für den Brückenbau ein paar Häuser abgerissen werden, darunter auch das Centhaus. Am 13. Mai 1873 wurde eine Notbrücke fertiggestellt, über die während des Brückenbaus der Verkehr geführt wurde.
Der Wohnplatz Tauberviertel ist um 1970 in der Kernstadt Wertheim aufgegangen.

## Kultur und Sehenswürdigkeiten

### Kulturdenkmale
Kulturdenkmale in der Nähe des Wohnplatzes sind in der Liste der Kulturdenkmale in Wertheim verzeichnet.

### Tauberbrücke
Eine Brücke über die Tauber wurde im Tauberviertel bereits mehrfach aufgebaut und von Überschwemmungen weggerissen; so existierte eine Tauberbrücke beispielsweise von 1408 bis 1514, 1515–1564, 1565–1732, 1733–1746, 1747–1780 und 1780–1784.

## Verkehr
Der Ort ist über die Tauberbrücke und die Bahnhofstraße zu erreichen.